# Centrophorus acus
Centrophorus acus är en hajart som beskrevs av Garman 1906. Centrophorus acus ingår i släktet Centrophorus och familjen Centrophoridae. Inga underarter finns listade i Catalogue of Life.
Enligt IUCN är Centrophorus acus en synonym till Centrophorus granulosus.